# Saint-Étienne-des-Oullières
Saint-Étienne-des-Oullières è un comune francese di 1 863 abitanti situato nel dipartimento del Rodano della regione Alvernia-Rodano-Alpi.

## Società

### Evoluzione demografica
Abitanti censiti